# ناتالیل کولمن
ناتالیل کولمن (انگلیسی: Nathaniel Coleman; ۱ ژانویهٔ ۱۹۹۷) سنگ‌نورد اهل ایالات متحده آمریکا است.